# Fossar i Capella del Sant Crist
El Fossar i Capella del Sant Crist és una obra d'Artesa de Segre (Noguera) inclosa a l'Inventari del Patrimoni Arquitectònic de Catalunya.

## Descripció
Es tracta d'un fossar a la cruïlla de les carreteres cap a Lleida i Tàrrega. Està definit per un eix principal accés per una porta d'arc rebaixat on manca la creu que presidia l'entrada. Al mig del fossar hi ha una creu de terme i al costat oposat a la porta s'ha obert una altra sortida, desfent la capella del Sant Crist. Uns nínxols perimetrals tanquen el recinte. Un camp de tombes i de creus i esteles funeràries omplen amb els xiprers l'interior.

## Història
De 1872 daten les esteles més antigues que podrien ésser de l'anterior del fossar.